# ۸۱۳ (فیلم)
۸۱۳ (انگلیسی: 813) یک فیلم به کارگردانی اسکات سیدنی است که در سال ۱۹۲۰ منتشر شد. از بازیگران آن می‌توان به رالف لویس، والاس بیری، کاترین آدامز، ویرا استدمن و لورا لا پلانت اشاره کرد.